# Marcus Vinícius
Marcus Vinícius Cesário (* 22. März 1985 in Ribeirão Preto) ist ein brasilianischer Fußballspieler.
Marcus Vinícius spielte in der Jugend von Corinthians São Paulo im Jahr 2002 und etablierte sich bereits nach einem Jahr in die erste Mannschaft. Bei Corinthians spielte er von 2003 bis 2007. Vinícius wurde mit der Mannschaft 2005 brasilianischer Meister. Zuvor gewann er den São Paulo-Pokal (U-20).
Nachdem Corinthians in die zweite Liga abgestiegen war, wechselte Marcus Vinícius zum türkischen Erstligisten und Aufsteiger Istanbul BB. In seiner ersten Saison spielte er 21 Spiele und machte fünf Tore als Innenverteidiger.